# Basketball-Bundesliga 1992-1993
La Basketball-Bundesliga 1992-1993 è stata la 27ª edizione del massimo campionato tedesco di pallacanestro maschile. La vittoria finale è stata ad appannaggio del TSV Bayer 04 Leverkusen.

## Risultati

### Stagione regolare

#### Gruppe Nord
|    | Squadra                 | G  | V  | P  | PF | PS | Pt. | Qualificazione                         |
| -- | ----------------------- | -- | -- | -- | -- | -- | --- | -------------------------------------- |
| 1. | TSV Bayer 04 Leverkusen | 32 | 26 | 6  |    |    | 52  | playoffs                               |
| 2. | Alba Berlino            | 32 | 22 | 10 |    |    | 44  | playoffs                               |
| 3. | BG Bramsche/Osnabrück   | 32 | 16 | 16 |    |    | 32  | playoffs                               |
| 4. | SG FT/MTV Braunschweig  | 32 | 14 | 18 |    |    | 28  | playoffs                               |
| 5. | Brandt Hagen            | 32 | 12 | 20 |    |    | 24  |                                        |
| 6. | SVD 49 Dortmund         | 32 | 11 | 21 |    |    | 22  | retrocessa in 2. Basketball-Bundesliga |

#### Gruppe Süd
|    | Squadra                  | G  | V  | P  | PF | PS | Pt. | Qualificazione                         |
| -- | ------------------------ | -- | -- | -- | -- | -- | --- | -------------------------------------- |
| 1. | TTL Basketball Bamberg   | 32 | 20 | 12 |    |    | 40  | playoffs                               |
| 2. | SSV 1846 Ulma            | 32 | 19 | 13 |    |    | 38  | playoffs                               |
| 3. | BG Stoccarda/Ludwigsburg | 32 | 19 | 13 |    |    | 38  | playoffs                               |
| 4. | MTV 1846 Gießen          | 32 | 16 | 16 |    |    | 32  | playoffs                               |
| 5. | TV Germania Trier        | 32 | 14 | 18 |    |    | 26  |                                        |
| 6. | SV Tubinga               | 32 | 11 | 21 |    |    | 22  | retrocessa in 2. Basketball-Bundesliga |

## Playoff
|  | Quarti di finale | Quarti di finale | Quarti di finale |          |               | Semifinali       | Semifinali | Semifinali |  |  | Finali | Finali           | Finali |
|  |                  |                  |                  |          |               |                  |            |            |  |  |        |                  |        |
|  | N1.              | Bayer Leverkusen | 2                |          |               |                  |            |            |  |  |        |                  |        |
|  | S4.              | MTV Gießen       | 0                |          |               |                  |            |            |  |  |        |                  |        |
|  | S4.              | MTV Gießen       | 0                |          | N1.           | Bayer Leverkusen | 3          |            |  |  |        |                  |        |
|  |                  |                  |                  |          | N1.           | Bayer Leverkusen | 3          |            |  |  |        |                  |        |
|  |                  | S2.              | SSV 1846 Ulma    | 0        |               |                  |            |            |  |  |        |                  |        |
|  | S2.              | S2.              | SSV 1846 Ulma    | 0        | SSV 1846 Ulma | 2                |            |            |  |  |        |                  |        |
|  | S2.              |                  |                  |          | SSV 1846 Ulma | 2                |            |            |  |  |        |                  |        |
|  | N3.              | TuS Bramsche     | 0                |          |               |                  |            |            |  |  |        |                  |        |
|  |                  |                  |                  |          |               |                  |            |            |  |  | N1.    | Bayer Leverkusen | 3      |
|  |                  |                  | S1.              | Bamberga | 1             |                  |            |            |  |  |        |                  |        |
|  | S1.              | Bamberga         | 2                |          |               |                  |            |            |  |  |        |                  |        |
|  | N4.              | Braunschweig     | 0                |          |               |                  |            |            |  |  |        |                  |        |
|  | N4.              | Braunschweig     | 0                |          | S1.           | Bamberga         | 3          |            |  |  |        |                  |        |
|  |                  |                  |                  |          | S1.           | Bamberga         | 3          |            |  |  |        |                  |        |
|  |                  | S3.              | BSG Ludwigsburg  | 2        |               |                  |            |            |  |  |        |                  |        |
|  | N2.              | S3.              | BSG Ludwigsburg  | 2        | Alba Berlino  | 0                |            |            |  |  |        |                  |        |
|  | N2.              |                  |                  |          | Alba Berlino  | 0                |            |            |  |  |        |                  |        |
|  | S3.              | BSG Ludwigsburg  | 2                |          |               |                  |            |            |  |  |        |                  |        |

| Basketball-Bundesliga 1992-1993    |
| ---------------------------------- |
| TSV Bayer 04 Leverkusen 11º titolo |

## Premi e riconoscimenti
- MVP regular season:  Kai Nürnberger, TTL Basketball Bamberg